# حلبة إسطنبول بارك

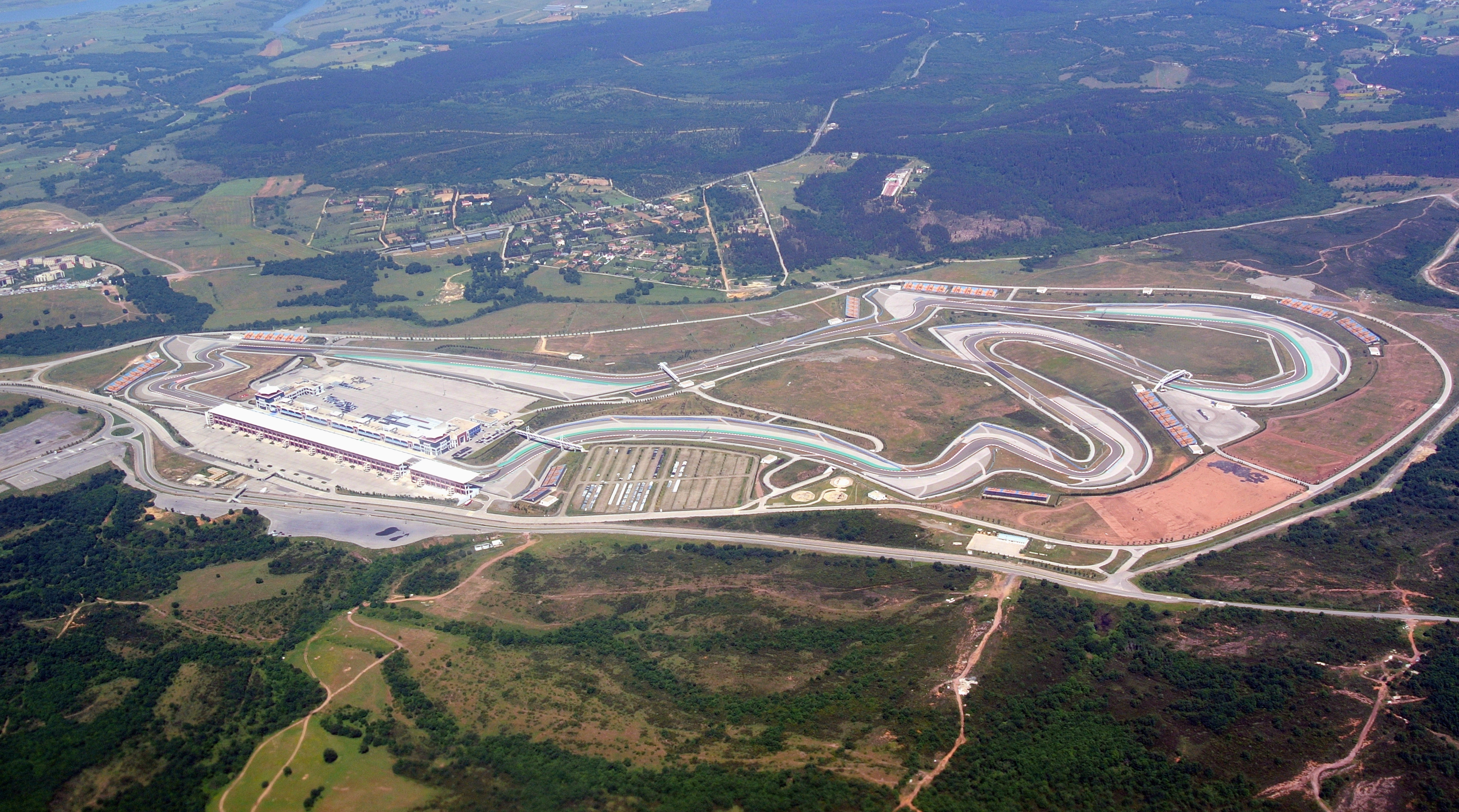
منظر جوي لحديقة اسطنبول

حلبة إسطنبول بارك (بالتركية: İstanbul Park Pisti)‏ ، وتعرف أيضًا باسم حلبة سباق إسطنبول ، أو ببساطة حلبة إسطنبول، هو مضمار سباق سيارات السباق في توزلا، شرق اسطنبول، تركيا. تم تصميمه من قبل مهندس مضمار السباق المعروف هيرمان تيلك. وافتتح في 21 أغسطس 2005. وقد أطلق عليها الرئيس التنفيذي (السابق) للفورمولا 1 بيرني إيكلستون. لقب "أفضل حلبة سباق في العالم"

## نبذة
تكمن الحلبة في ملتقى حدود منطقتي بنديك وتوزلا على الجانب الآسيوي من إسطنبول، بالقرب من تقاطع كورت كوي على الجانب الشمالي من الطريق السريع الرابع والذي يربط إسطنبول بأنقرة. بجوا ر مطار صبيحة
كانت حلبة سباق إسطنبول بارك واحدة من خمس حلبات فقط صممت مساراتها عكس اتجاه عقارب الساعة في موسم 2011 للفورمولا 1، طول الحلبة 5.338 كيلومتر (3.317 ميل) ، بمتوسط عرض 15 متر (49 قدم) ، وتغطي مساحة أكثر من 2.215 مليون متر مربع (547 أكر) بوجود 14 منحنى على طول المسار. تتباين مستويات إرتفاع أرضية الحلبة.
تتسع الحلبة لحوالي 125000 متفرج. يتسع المدرج الرئيسي لـ 25000 متفرج، مع مدرجات عادية ومدرجات مؤقتة تسمح بحوالي 100000 متفرج إضافي.

## أحداث رياضة السيارات الكبرى

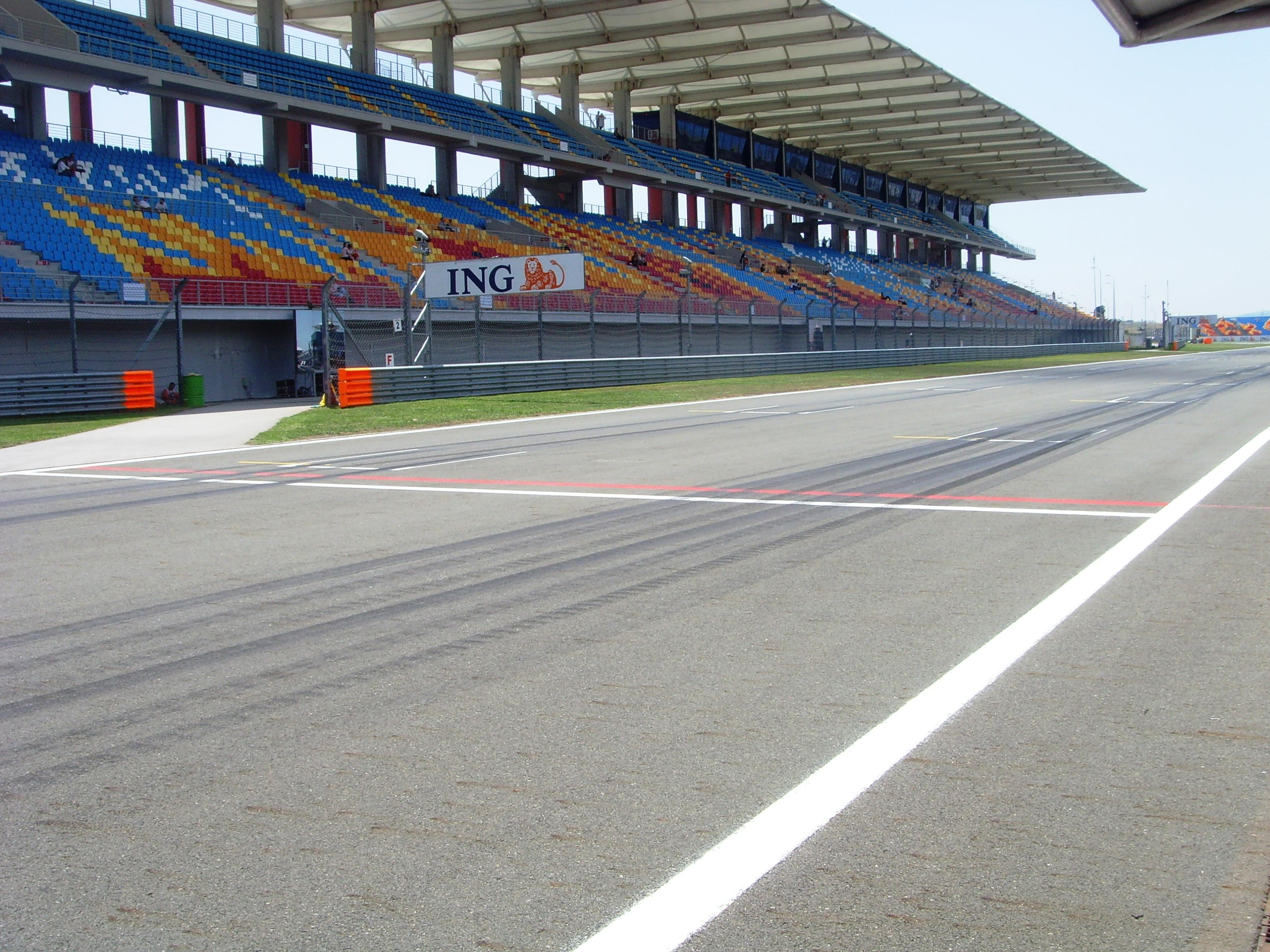
منظر لخط البداية والنهاية.

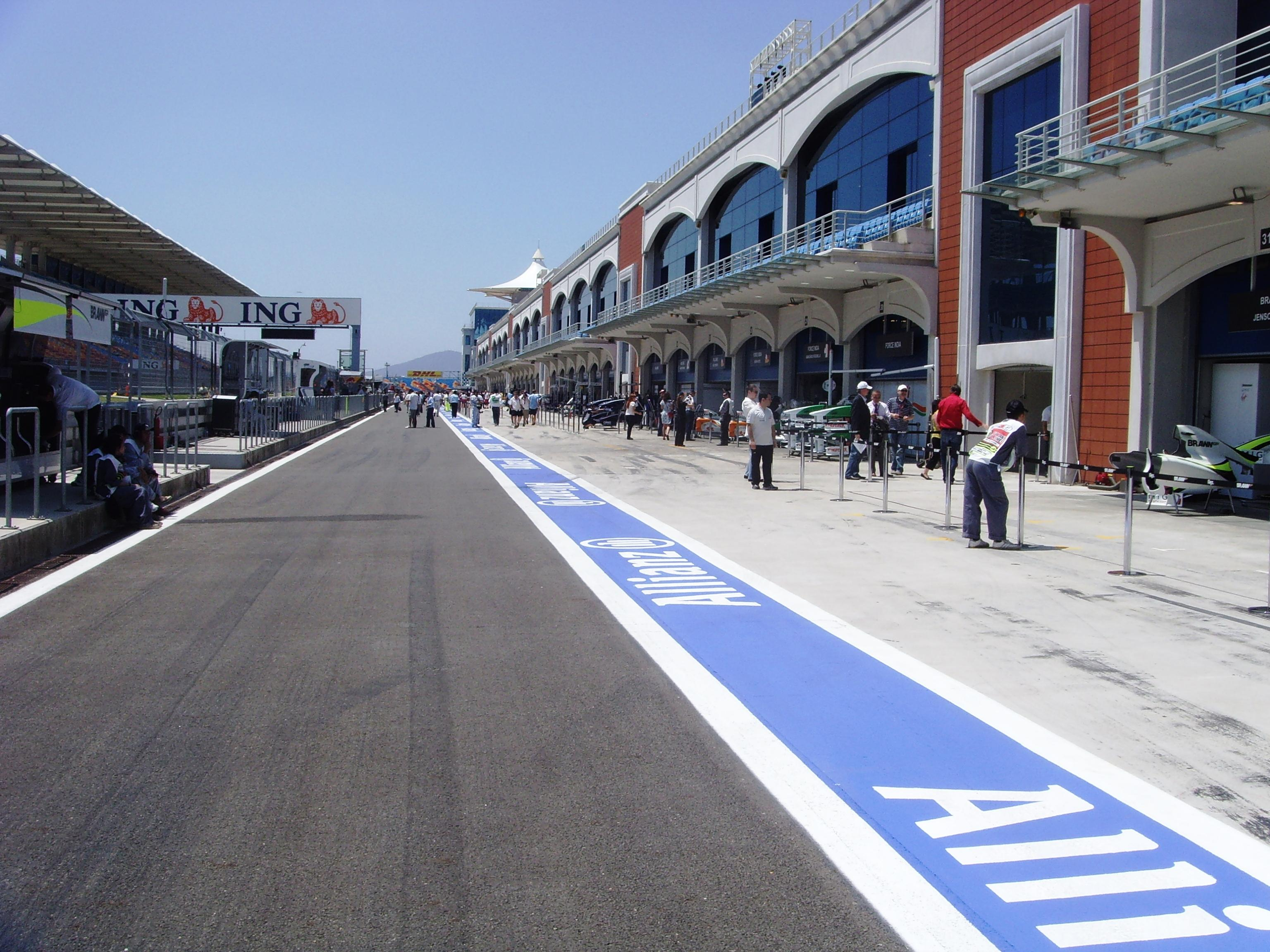
منظر لممر منطقة الصيانة.

أقيم سباق الجائزة الكبرى الأول لتركيا في عام 2005. وتوقف بعد سباق الجائزة الكبرى التركي في عام 2011 بسبب خلاف مالي بالرغم من الاتفاقات السابقة مع المنظمين.

### سباق الدراجات النارية
اقيمت الجولة 16 من بطولة العالم للدراجات النارية في عام 2005 على حلبة إسطنبول بارك وفاز به ماركو ميلانري من إيطاليا بزمن 41'44.139. وحل ثانياً فالنتينو روسي من إيطاليا، والثالث كان نيكي هايدن من الولايات المتحدة.

## أحداث أخرى
من 2005 إلى 2007، استضافت إسطنبول بارك بطولة العالم لسيارات السياحة (2005 و 2006)، سباق <i>السيارات السياحية الألمانية</i> (2005)، سلسلة سباق لو مان الأوروبية (2005 و 2006)، بالإضافة إلى البطولة العالمية للسيارة السياحية المفتوحة.
أقيمت المرحلة الأولى من البطولة الأوروبية لسباق الشاحنات عام 2012 في إسطنبول بارك.